# Муссони, Франческо
Франческо Муссони (итал. Francesco Mussoni; род. 15 мая 1971, Сан-Марино, Сан-Марино) — сан-маринский государственный и политический деятель. Капитан-регент Сан-Марино совместно с Джакомо Симончини с 1 октября 2021 года по 1 апреля 2022 года. До этого избирался капитаном-регентом страны с 1 октября 2009 года до 1 апреля 2010 года вместе с Стефано Пальмиери, он представляет Сан-маринскую христианско-демократическую партию.

## Биография
Муссони получил юридическое образование в Болонском университете и с 2001 по 2006 год являлся депутатом Генерального совета, куда был вновь избран в 2008 году.
В конце сентября 2021 года Муссони повторно был избран на пост руководителя страны. Вступление на этот пост состоялось 1 октября. Занимал этот пост до 1 апреля следующего года.